# هنري أغسطس إليس
هنري أغسطس إليس (بالإنجليزية: Henry Augustus Ellis)‏ هو جراح وسياسي أسترالي، ولد في 24 يوليو 1861، وتوفي في 3 أكتوبر 1939. انتخب عضو الجمعية التشريعية لأستراليا الغربية.